# Danca tago-mago
Dança tago-mago è un singolo del gruppo musicale franco-brasiliano Kaoma, estratto dal loro secondo album Tribal Pursuit e pubblicato nel 1991.

## Classifiche
| Classifica (1991) | Posizione massima |
| ----------------- | ----------------- |
| Belgio (Fiandre)  | 10                |
| Francia           | 3                 |
| Paesi Bassi       | 8                 |